# Emil Lindell
Emil Vilhelm Lindell, född 1 juli 1854 i Ökna socken, Jönköpings län, död 14 december 1941 i Växjö, var en svensk läkare. Han var far till Ingvar Lindell och svärfar till Eric Carlberg.
Lindell avlade mogenhetsexamen i Kalmar 1873, medicine kandidatexamen 1881 och medicine licentiatexamen 1888 i Uppsala. Efter förordnanden vid Göteborgs hospital 1882–1883 och 1885–1896 samt 1884–1885 vid Uppsala hospital var han läkare vid Nyköpings hospital 1896–1898 och överläkare vid Växjö hospital 1898–1920.
I samband med tjänstgöringen i Växjö innehade han även ledningen av Korsbergakolonin från dess tillkomst 1903. Detta var en försöksverksamhet beträffande den så kallade familjevården, en vårdform som ansågs billigare och för vissa patientgrupper lämpligare än den slutna anstaltsvården. Förutsättningar för denna fanns i Korsberga socken, där befolkningen sedan nära ett århundrade hade varit van vid sinnessjuka, då prästen Johan Pontén och hans barn och barnbarn intresserat sig för sinnessjukvård och mottagit till behandling sinnessjuka, som utackorderades hos ortens befolkning.
De sjuka, främst patienter från Växjö hospital, mottogs på statens bekostnad för ett med ortens befolkning uppgjort pris till inackordering hos traktens småbrukare och hantverkare; de deltog i familjemedlemmarnas vanliga arbeten och delade deras liv, varvid de sjukas vanor och föregående sysselsättning vid val av inackorderingsställen såvitt möjligt tillgodosågs. Ett mindre sjukhus fanns i själva Korsberga som ortscentral, under ledning av en föreståndarinna; kolonins huvudcentral utgjordes av Växjö hospital, dit patienter, som ej visade sig lämpade för familjevården, återsändes. År 1914 uppgick antalet utackorderade till 152.
Under åren 1923–1932 var Lindell även inspektor för Lunnagårds enskilda sinnessjukanstalt vid Eksjö. Han var en av stiftarna till Kronobergs läns läkareförening, dess ordförande 1909-1910 och hedersledamot från 1936. Bland hans skrifter märks Studier i utländsk organisation för friare vård av sinnessjuke (1924). Han var även en framstående kännare av Carl von Linné och författade flera texter om denne. Emil Lindells väg i Växjö är uppkallad efter honom.